# Abu Chaszaba
Abu Chaszaba (arab. أبو خشبة) – wieś w Syrii, w muhafazie Hims. W 2004 roku liczyła 314 mieszkańców.